# Закшевский, Станислав
Стани́слав Закше́вский (пол. Stanisław Zakrzewski; 13 декабря 1873, Варшава — 15 марта 1936, Львов) — польский историк, медиевист, педагог, профессор. Действительный член Польской академии знаний (с 1927).

## Биография
С 1907 года — профессор Университета Яна Казимира (ныне Львовский университет).
Президент Польского исторического общества в 1923—1932 и 1934—1936 годах. Член Научного общества во Львове и Польской академии знаний.
В 1928—1935 — сенатор Польской Республики от беспартийного блока сотрудничества с правительством.
Умер во Львове. Похоронен на Лычаковском кладбище.

## Избранные труды
- Zagadnienia historyczne (1908),
- Bolesław Szczodry : próba portretu (1912)
- Opis grodów i terytoriów z północnej strony Dunaju czyli tzw. Geograf Bawarski (1917)
- Ideologia ustrojowa : krytyka sądów Balzera, Kutrzeby, Chołoniewskiego (1918)
- Polacy i Rusini na Ziemi Czerwieńskiej w przeszłości (1919)
- Historia polityczna Polski. Okres od schyłku XII w. (1920),
- Mieszko I jako budowniczy państwa polskiego (1921),
- Bolesław Chrobry Wielki (1925)
- Wpływ sprawy ruskiej na państwo Polskie w XIV w. (1922)
- Bolesław Chrobry Wielki (1925)
- Ze studyów nad bullą z r. 1136, 1934.